# Only God forgives
Only God forgives és una pel·lícula de suspens de 2013 escrita i dirigida per Nicolas Winding Refn, protagonitzada per Ryan Gosling, Kristin Scott Thomas i Vithaya Pansringarm. Va ser filmada a Bangkok, Tailàndia. Ha estat doblada al català.

## Argument
Julian dirigeix un club de boxa tailandesa que serveix com a tapadora d'una poderosa organització il·legal de drogues. Malgrat ser respectat en el submon criminal, molt en el fons, se sent sol. Quan el germà de Julian apareix mort a Bangkok després de violar i assassinar a una noia de 16 anys, la policia recorre a l'agent retirat Chang, conegut com l'Àngel de la Venjança.
La mare de Julian, Crystal, veritable capitost de l'organització criminal, li ordena al seu fill que doni caça a l'assassí del seu germà. Julian acaba per reptar a l'Àngel de la Venjança en un combat de boxa, on espera derrotar-lo a la fi i trobar així la pau espiritual, però Chang triomfa. Crystal, furiosa, planeja una venjança que suposarà un sagnant viatge a través de la traïció cap a una confrontació final i la possibilitat de redempció.

## Repartiment
- Ryan Gosling com Julian:[6] interpreta a un estatunidenc que viu a Bangkok i és «una figura respectada en el submon del crim».[7] Gosling va entrar en negociacions per a protagonitzar el film al juny de 2011, després que Luke Evans rebutgés el paper per problemes d'agenda amb un altre projecte, El hobbit.[8] Per al paper, Gosling va prendre classes de Muay Thai a manera de preparació. L'entrenament incloïa sessions de dues o tres hores diàries, en el qual també va participar Refn.[9] Gosling i Refn havien treballat junts anteriorment en la pel·lícula de cinema negre Drive (2011).
- Kristin Scott Thomas com Crystal:[6] és la mare de Julian, descrita com «una padrina mafiosa aterridora i sense pietat»[7] Scott Thomas va fer el càsting al maig de 2011.
- Vithaya Pansringarm com Chang, l' Àngel de la Venjança.[10]
- Tom Burke com Billy.[11]
- Rathar Phongam (Yaya-Ying) com Mai.
- Gordon Brown com Gordon. Gordon Brown ja havia interpretat un paper secundari en la pel·lícula de Refn Valhalla Rising.

## Producció
Refn ha declarat que «des del principi, va tenir la idea de produir un thriller a la manera d'un western, en el Llunyà Est, amb un modern heroi-cowboy.» Originalment va planejar dirigir Only God Forgives després de Valhalla Rising (2009), però va acceptar la petició de Gosling per a dirigir Drive en primer lloc.
Gosling ha descrit el guió de Only God Forgives com «la cosa més estranya que he llegit mai, i no fa sinó tornar-se encara més estranya». Igual que Drive, Only God Forgives va suposar un rodatge cronològicament extens i les escenes solien anar a muntatge el mateix dia en què es rodaven.
Refn va crear una connexió entre Drive i Only God Forgives, al·legant que aquesta última «és en una certa manera una continuació d'aquest llenguatge. Està basada en emocions reals, però ambientada en una realitat exagerada. És un conte de fades». Al principi, el personatge principal va ser concebut com a anglès, però finalment es va decidir que Julian fos estatunidenc.
La pel·lícula va ser seleccionada per a competir per la Palma d'Or al 65è Festival Internacional de Cinema de Canes. Part del material fotogràfic d'una de les escenes va ser projectada en aquest mateix festival en 2012.

## Premis
La pel·lícula va guanyar el Gran Premi al Festival de Cinema de Sydney.